# 卡弥萨雷斯
卡弥萨雷斯（Camissares，（?—前385年）），卡里亚人，达塔美斯（Datames）的父亲，他深受波斯阿契美尼德王朝国王阿尔塔薛西斯二世（前404–前358年）的支持，被阿尔塔薛西斯二世任命为西里西亚总督（部分西里西亚，同卡帕多细亚接壤）。前358年，他死於阿尔塔薛西斯二世针对Cadussi的战争。他的儿子（母亲是帕夫拉戈尼亞人)继承了总督职位。